# Гамбијска сунчева веверица
Гамбијска сунчева веверица (лат. Heliosciurus gambianus, енгл. Gambian sun squirrel) је сисар из реда глодара и породице веверица (Sciuridae).

## Распрострањење
Ареал гамбијске сунчеве веверице обухвата већи број држава. Врста има станиште у Судану, Камеруну, Етиопији, Замбији, Анголи, Кенији, Танзанији, Централноафричкој Републици, Чаду, ДР Конгу, Еритреји, Гамбији, Сенегалу, Уганди, Нигерији, Бенину, Буркини Фасо, Обали Слоноваче, Гани, Гвинеји Бисао, Либерији, Сијера Леонеу и Тогу.

## Станиште
Станишта врсте су шуме и саване. Врста је по висини распрострањена до 2.000 метара надморске висине.

## Угроженост
Ова врста није угрожена, и наведена је као последња брига јер има широко распрострањење.